# Chants d'Ossian
 (mars 2017).
Si vous disposez d'ouvrages ou d'articles de référence ou si vous connaissez des sites web de qualité traitant du thème abordé ici, merci de compléter l'article en donnant les références utiles à sa vérifiabilité et en les liant à la section « Notes et références ».
 (mars 2017).
Le contenu est difficilement compréhensible vu les erreurs de traduction, qui sont peut-être dues à l'utilisation d'un logiciel de traduction automatique.
Les Chants d'Ossian sont une importante œuvre préromantique du poète écossais James Macpherson.

## La genèse de l'œuvre
Le travail de Macpherson a d'abord été publié anonymement en 1760. Dans ce premier volume ont été recueillies plusieurs chansons en vieux gaélique qu'il a traduites, en l'attribuant à un légendaire barde appelé Ossian qui fut par la suite qualifié d'Homère du Nord. Macpherson met ainsi à jour les anciennes chansons populaires, en les insérant dans une structure unitaire. Le succès de l'œuvre conduisit l'auteur à publier d'autres volumes de la version finale de 1773, composée de vingt-deux poèmes. Le travail est donc composé de courts poèmes en prose lyrique, et divisé en paragraphes, comme les versets.

## Thèmes de travail
« Posan gli eroi, tace la piaggia. Al suono
D'alpestre rio, sotto l'antica pianta

Giace Conallo: una muscosa pietra

Sostiengli il capo. Della notte udia

Stridula acuta cigolar la voce

Per la piaggia del Lena; ei dai guerrieri

Giace lontan, che non temea nemici

Il figlio della spada. Entro la calma

Del suo riposo, egli spiccar dal monte

Vide di foco un rosseggiante rivo. »

— Poesie di Ossian, James Macpherson
L'ouvrage contient de nombreux thèmes chers à la culture préromantique : parmi ceux-ci, nous retrouvons en particulier l'exaltation des vertus du guerrier et de la chevalerie, le mythe de la bonté originelle de l'homme (mythe que l'on retrouve également dans les écrits du philosophe genevois Jean-Jacques Rousseau), des histoires d'amour passionnées mais malheureuses et fatales, des descriptions de paysages sombres et désolés. Mais la nouveauté de l'ouvrage réside surtout dans la description d'une société primitive, d'une nature sauvage, d'une atmosphère mélancolique, orageuse et spectrale, souvent de nuit. On ne peut s'empêcher d'y retrouver un certain héritage de la poésie et du sentimentalisme de Rousseau.

## Éditions

### Traductions

#### En italien
- Les poèmes d'Ossian, fils de Fingal, l'antico poeta celtico, Récemment découvert, et traduit en anglais en prose par Jacopo Macpherson, et à partir de ce transporté à l'italienne à partir de l'ab. Melchior Cesarotti, Avec diverses Annotations des deux Traducteurs, 2 vols., à Padoue, appresso Giuseppe Comino, 1763: vol. 1, vol. 2.
- Les poèmes d'Ossian Antico Poeta Celtico, Transportés par la Prose de l'anglais vers l'italien à partir de l'ab. Melchior Cesarotti. Edition II Modifié et augmenté dans les autres Poèmes du même Auteur, 4 vols., à Padoue, appresso Giuseppe Comino, 1772: vol. 1, vol. 2, vol. 3, vol. 4.
- Les poèmes d'Ossian, fils de Fingal antico poeta celtique récemment découvert, et traduit en anglais en prose par Jacopo Macpherson, et à partir de ce transportés dans de l'italien par l'abbé Melchior Cesarotti avec diverses annotations des deux traducteurs, 3 vol., Nice, Imprimerie Typographie Société, 1780-1781.
- Les poèmes d'Ossian antico poeta celtico, 4 volumes. dans les Œuvres de l'abate Melchior Cesarotti padovano, de Pise, de la typographie de la société lettre, 1801: vol. 1, vol. 2, vol. 3, vol. 4.
- Les poèmes d'Ossian, fils de Fingal antico poeta celtique Récemment découvert, et traduit en anglais en prose par Jacopo Macpherson Et réalisée en italie par l'abate Melchior Cesarotti Avec diverses Annotations des deux Traducteurs, 4 vols., Bassano, au détriment Remondini di Venezia, 1789-1805: vol. 1, vol. 2, vol. 3, vol. 4.

#### En français
- Ossian, Fils de Fingal, Harnais du troisième siècle: Poèsies Galliques, Traduites sur l'Anglois de M. Macpherson par M. Le Tourneur, Paris, Musier, 1777.